# Apple TV
Apple TV je digitální mediální přijímač nebo také set-top box od společnosti zvané Apple Inc. Přehrávač je určen pro přehrávání obsahu z iTunes, Youtube, Flickr, iCloud, k přenosu obrazu z počítačů nebo tabletů se systémem macOS, iOS nebo Windows. Má tvar menšího čtverce se zaoblenými rohy, povrch z černého plastu s logem společnosti a zkratkou TV. Jeho první verze byla představena dne 8. ledna 2007.
Nejnovější Apple TV 4K (2022) běží na platformě tvOS. Apple představil tvOS 10 s rozsáhlejší podporou Siri na WWDC 2016.

## Historie
Apple TV nebylo první zařízení od Applu s myšlenkou televizního přijímače. Už v roce 1993 se pokusil Apple integrovat televizi do počítače. Nazval to Macintosh TV a vypadal jako Mac se 14" CRT monitorem. Tento projekt se ale netěšil velkému úspěchu a prodalo se jen 10 tisíc kusů. A to hlavně kvůli špatnému výkonu grafiky.
Dalším posunem k současné Apple TV byl Apple Interactive Television Box z roku 1994. Jednalo se o set-top box, který se dostal do fáze prototypu, ale těsně před dokončením byl vývoj zastaven a z neznámých důvodů ukončen.
To vše vedlo k první generaci Apple TV. Toto zařízení bylo odhaleno na tiskové konferenci Applu 8. ledna 2007 samotným Stevem Jobsem a pojmenováno iTV. Což ale vedlo ke sporům s jistou britskou televizní společností, která si tento název nárokovala a hrozila, že na Apple podá žalobu. Došlo k přejmenování na Apple TV a 21. března začaly být rozváženy první kusy. Nejprve ve verzi 40 GB a zanedlouho poté také v rozšířenější 160 GB verzi. Nicméně důležitost Apple TV byla zveličována.
2. generace toho přístroje byla odhalena na tiskové konferenci Applu 1. září 2010. Nová verze zmenšuje svoji velikost na čtvrtinu, přináší výkonnější procesor a nahrazuje Mac OS za mobilní operační systém iOS.
Při představování iPadu 3 7. března 2012 Apple CEO Tim Cook představil 3. generaci Apple TV. Nová generace je od pohledu identická, ale v sobě ukrývá výkonnější procesor a podporu Full HD videa.
V roce 2015 Apple představil čtvrtou generaci Apple TV s operačním systémem tvOS, který přinesl možnost instalace aplikací z AppStoru a vylepšenou integraci s dalšími Apple produkty. V listopadu 2019 Apple uvedl Apple TV+, čímž rozšířil svoji nabídku o streamovací služby a vlastní původní obsah. 
V září roku 2017 byla na Keynote konferenci představena Apple TV 4K první generace. Přinesla podporu 4K HDR obsahu a také podporu prostorového zvuku Dolby Atmos. Tato verze se na jaře roku 2021 dočkala svého vylepšení v podobě druhé generace Apple TV 4K, která kromě vylepšení výkonu přišla také s novým dálkovým ovladač s názvem Apple Remote. 
V pořadí třetí generaci Apple TV 4K Apple představil v říjnu roku 2022. Ta se dočkala drobných vylepšení v podobě menších rozměrů a výkonnějšího hardwaru. 

## Funkce
Současná Apple TV umožňuje spotřebitelům používat svoji HDTV k prohlížení fotografií, videa a přehrávání hudby za pomocí dostupných internetových medií nebo místní sítě.

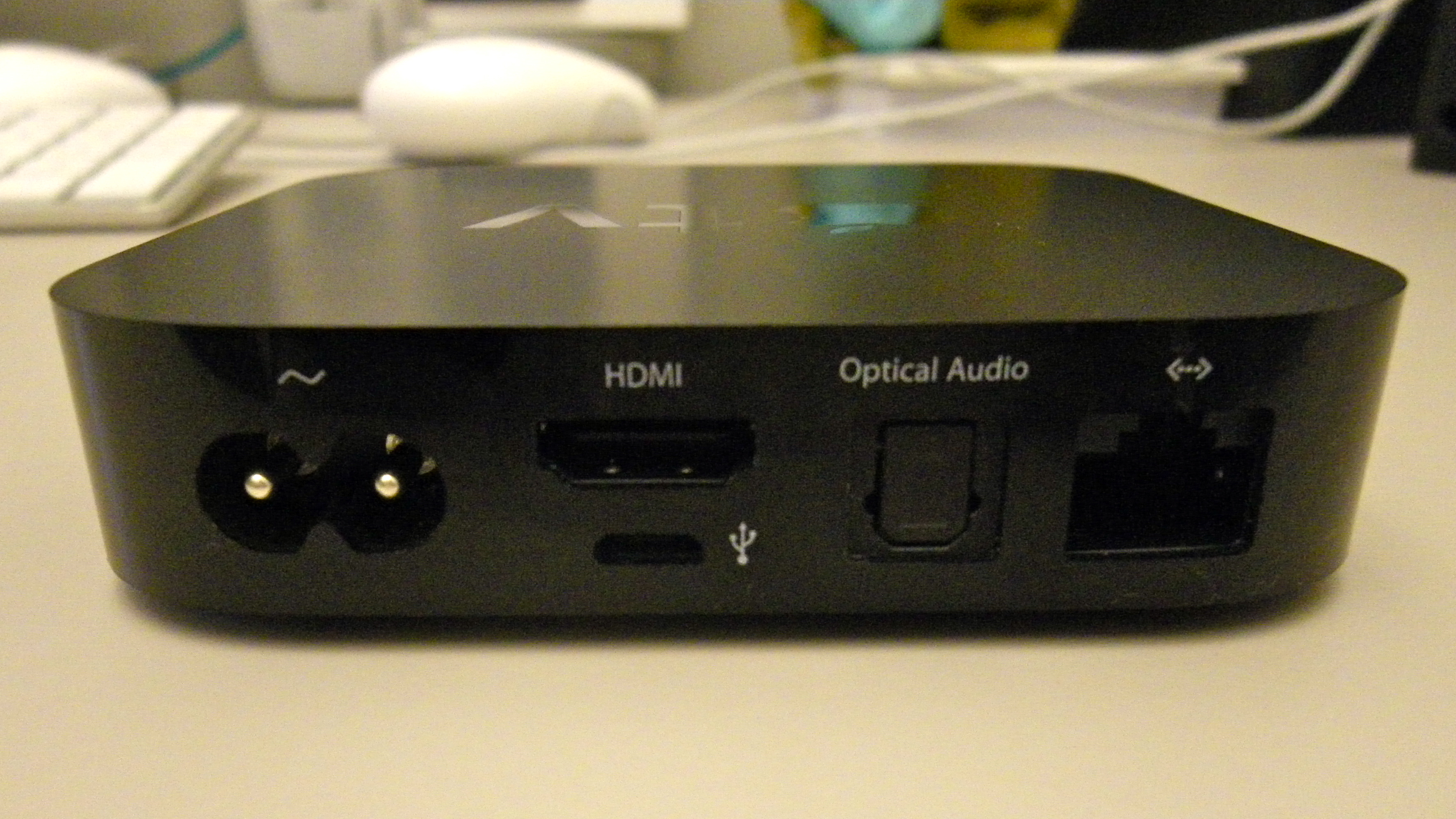
Pohled na konektory na zadní straně

Mezi podporovaná internetová média patří:
iTunes – přístup k této aplikaci zaručuje půjčování nebo zakoupení filmů a seriálů ve standardním nebo vysokém 1080p rozlišení, ceny jsou 2,99 až 3,99 $ za půjčení na 48 hodin a kolem 10 $ za zakoupení. Dále kupování a přehrávání písniček nebo celých alb ve vysoké kvalitě.
Apple TV umožňuje přehrávání z internetového serveru Youtube a Vimeo. Zobrazování fotek ze služeb Flickr a MobileMe.
Nabízí také sledování zpravodajství, sportovních přenosů a dokonce i zpravodajství ze sportu. To vše můžete zastavit, přetočit zpět nebo uložit do archivu a zhlédnout později. Ale abyste měli k tomu přístup, musíte mít předplatné MLB.TV. Ze zpravodajských služeb je dostupné Wall Street Journal Live, což je americké zpravodajství.
Pro majitele iPhone 4s nebo tabletu iPad je tu připravena funkce Airplay Mirroring, která umožňuje promítnout obraz z vašeho zařízení na televizi a v reálném čase hrát hry, sledovat video, upravovat fotografie nebo pouštět hudbu.
Ovládání je vyřešeno jednoduchým dálkovým IR ovladačem Apple Remote Control. U 4. generace je v balení přibalen Bluetooth ovladač a pro iOS zařízení je možnost stáhnout z App Store aplikaci Apple TV Remote pro ovládání Apple TV z této aplikace.

## Specifikace
| Model             | 1. generace                                                     | 2. generace                                                | 3. generace                                                | 4. generace (Apple TV HD)                     | Apple TV 4K 2017 (1. generace)    | Apple TV 4K 2021 (2. generace)      | Apple TV 4K 2022 (3. generace)      |
| ----------------- | --------------------------------------------------------------- | ---------------------------------------------------------- | ---------------------------------------------------------- | --------------------------------------------- | --------------------------------- | ----------------------------------- | ----------------------------------- |
| Datum představení | 8. ledna 2007                                                   | 1. září 2010                                               | 7. března 2012                                             | 30. září 2015                                 | 12. září 2017                     | 20. dubna 2021                      | 18. října 2022                      |
| Procesor          | 1 GHz Intel "Crofton" Pentium M                                 | Apple A4 (ARM Cortex-A8)                                   | Apple A5 – 1 jádro                                         | Apple A8 (dvoujádro)                          | Apple A10X Fusion (šestijádro)    | Apple A12 Bionic                    | Apple A15 Bionic SoC                |
| Grafická karta    | NVIDIA GeForce Go 7300 se 64 MB VRAM                            | Apple A4 (PowerVR SGX535)                                  | Apple A5 (1 jádro ARM Cortex-A9)                           | Apple A8 (PowerVR Series 6XT GX6450)          | PowerVR GT7600 Plus (12-core)     | Apple designed 4-core GPU           | Apple-designed 5-core GPU           |
| Paměť             | 256 MB 400 MHz DDR2 SDRAM                                       | 256 MB                                                     | 512 MB                                                     | 2 GB                                          | 3 GB                              | 3 GB                                | 4 GB                                |
| Úložiště          | 40 nebo 160 GB                                                  | 8 GB NAND Flash pro Cache                                  | 8 GB NAND Flash pro Cache                                  | 32 GB / 64 GB                                 | 32 GB / 64 GB                     | 32 GB / 64 GB                       | 64 GB / 128 GB                      |
| Konektivita       | usb 2.0, infračervený port, HDMI, video, optický audio konektor | Micro-USB, HDMI, infračervený port, optický audio konektor | Micro-USB, HDMI, infračervený port, optický audio konektor | Bluetooth, HDMI, USB-C (diagnostika a servis) | Bluetooth, HDMI, ethernet         | Bluetooth, HDMI, ethernet           | Bluetooth, HDMI, ethernet           |
| Sítě              | Wi-Fi (802.11b/g), 10/100 Ethernet                              | Wi-Fi (802.11a/b/g/n), 10/100 Ethernet                     | Wi-Fi (802.11a/b/g/n), 10/100 Ethernet                     | Wi-Fi (802.11a/b/g/n/ac), 10/100 Ethernet     | Wi‑Fi 802.11ac s technologií MIMO | Wi‑Fi 6 802.11ax s technologií MIMO | Wi‑Fi 6 802.11ax s technologií MIMO |
| Rozlišení videa   | 720p 60/50 Hz (NTSC/PAL), 576p 50 Hz (PAL)                      | 720p 60/50 Hz (NTSC/PAL), 576p 50 Hz (PAL)                 | 1080p; 2 048 × 1 536 pixelů (celý displej)                 | 1080p                                         | Až 2160p                          | Až 2160p                            | Až 2160p                            |
| Operační systém   | Mac OS v10.4/10.5                                               | iOS                                                        | iOS                                                        | tvOS 9.0                                      | tvOS                              | tvOS                                | tvOS                                |
| Zdroj             | vestavěný 48W zdroj napájení                                    | vestavěný 6W zdroj napájení                                | vestavěný 6W zdroj napájení                                | vestavěný 11 W                                | Vestavěný                         | Vestavěný                           | Vestavěný                           |
| Rozměry           | 19,7 cm × 19,7 cm × 2,8 cm                                      | 9,9 cm × 9,9 cm × 2,3 cm                                   | 9,9 cm × 9,9 cm × 2,3 cm                                   | 3,5 cm x 9,8 cm x 9,8 cm                      | 3,5 x 9,8 x 9,8 cm                | 98 x 98 x 35 mm                     | 93 x 93 x 31 mm                     |
| Hmotnost          | 1,1 kg                                                          | 0,27 kg                                                    | 0,27 kg                                                    | 0,43 kg                                       | 0,42 kg                           | 0,42 kg                             | 0,20 kg                             |